# Avenida Calouste Gulbenkian
Die Avenida Calouste Gulbenkian ist eine Hauptverkehrsstraße im Westen der portugiesischen Hauptstadt Lissabon. Benannt ist sie nach dem armenischen Geschäftsmann und Philanthropen Calouste Gulbenkian (1869–1955).

## Geschichte
Die Avenida wurde in der ersten Hälfte der 1960er Jahre als Teil eines übergeordneten Straßensystems angelegt, das das nördliche Stadtzentrum am Campo Grande mit dem am Tejo gelegenen Alcântara verbindet. Sie führt von der Praça de Espanha auf 1,5 Kilometer hinunter in das Vale de Alcântara und mündet dort in die Avenida de Ceuta. Gleichzeitig dient die Straße als Umfahrung für die höher gelegene Stadtgemeinde Campolide.
Große Stützmauern unterhalb von Campolide wurden in den Jahren 1970–1982 mit Azulejos des portugiesischen Künstlers João Abel Manta geschmückt. Auf Höhe des Bahnhofs Campolide unterquert ein Fußgängertunnel die Straße, der eine Verbindung zwischen dem Bahnhof und dem Siedlungsgebiet der Stadtgemeinde herstellt.
Auf Vorschlag des Rotary Clubs und zweier Kommentare in den Tageszeitungen Diário da Manhã (9. September 1962) und  O Século (20. Juli 1964), die die Benennung einer Straße nach Gulbenkian in der Nähe der von ihm errichteten Stiftung forderten, erhielt die Avenida per Erlass vom 18. August 1966 den Namen des Philanthropen.